# Малиновский, Павел Петрович (психиатр)
Павел Петрович Малиновский (1818 — 1868) — российский врач-психиатр, основоположник научной психиатрии в России.

## Биография
О жизни Малиновского известно мало. В 1840 году он окончил Московскую медико-хирургическую академию. Работал в Преображенской психиатрической больнице в Москве, заведовал психиатрическим отделением Обуховской больницы в Петербурге. В 1853—1855 годах служил военным врачом. Публиковался в «Иллюстрации», «Военно-медицинском журнале», «Морском сборнике». Автор книг «Записки доктора» и «Помешательство».

## Научная деятельность
В своих работах, помимо стандартного лечения, делает акцент на "лечении посредством впечатлений". Описывает лечение душевнобольных: чтением, путешествиями, игрой в шахматы, писанием под диктовку, пением ("при пении вместе с приятными звуками ясно высказывается мысль, приспособленная к состоянию больного и к его наклонностям»), садоводством, рисованием, переписыванием, театром (с ограничениями), науками (математика, география); использовался индивидуально-клинический подход в зависимости от картины патологического состояния.
```
«Действуя на больных какими бы ни было впечатлениями, надо применяться к каждому больному, к каждому данному случаю; иногда эти впечатления приносят пользу, действуя исподволь, постоянно и более или менее продолжительно; иногда же они и должны быть быстры, сильны и
неожиданны» П. Малиновский, 1847
```

## Сочинения
- Малиновский П. П. Записки доктора. СПб., 1846.
- Малиновский П. П. Помешательство, описанное так, как оно является врачу в практике. СПб., 1847.
- Малиновский П. П. Помешательство. [2-е изд.] СПб., 1855.